# Totenlaterne (Journet)

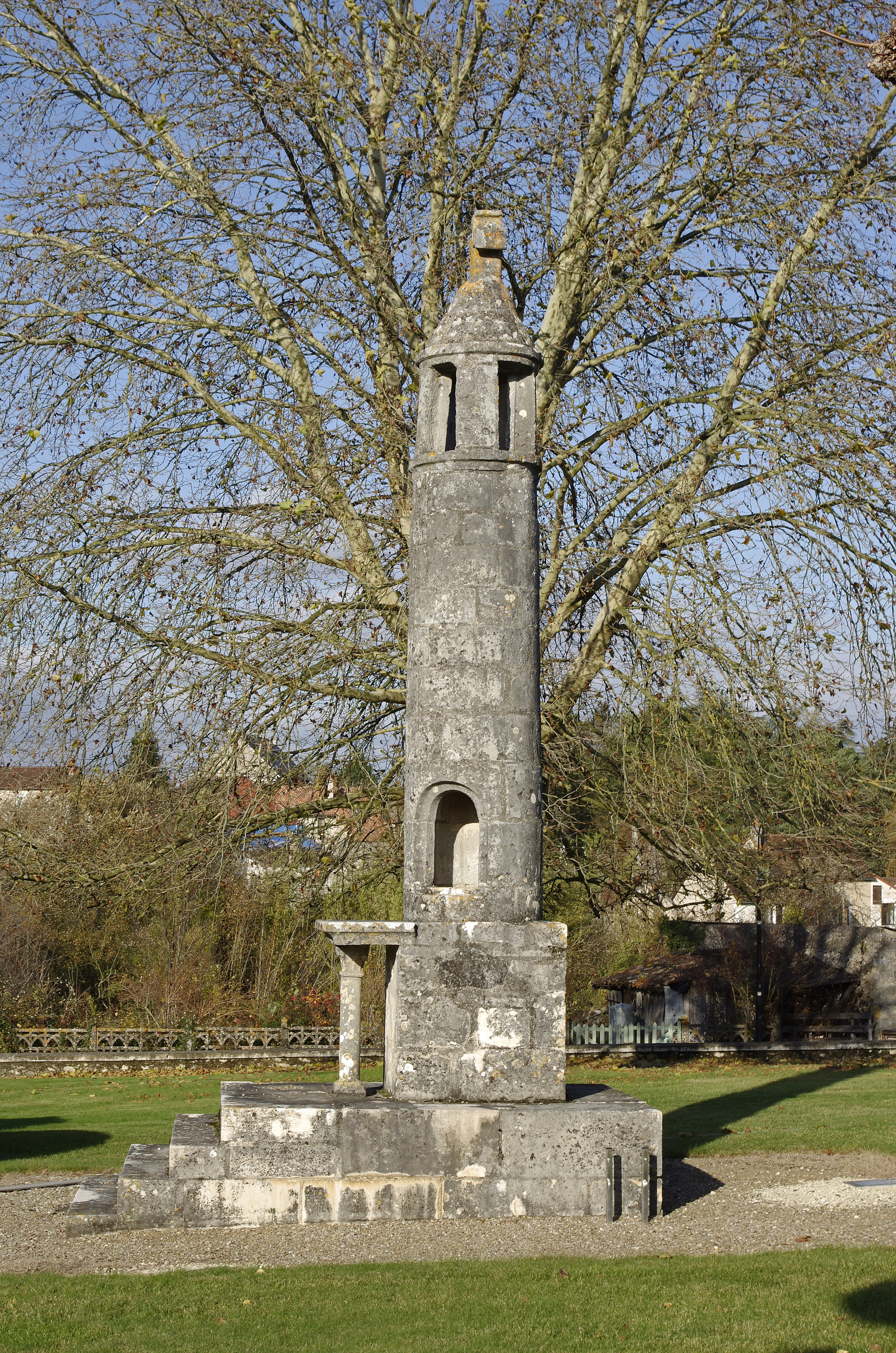
Totenlaterne in Journet

Die Totenlaterne (französisch lanterne des morts) in Journet, einer französischen Gemeinde im Département Vienne in der Region Nouvelle-Aquitaine, wurde im 12. Jahrhundert errichtet. Die Totenlaterne aus Kalkstein steht seit 1884 als Monument historique auf der Liste der Baudenkmäler in Frankreich.
Das zylindrische Bauwerk steht auf einem Sockel mit vier Stufen. Es wird von einem Kegel abgeschlossen, auf dem ein steinernes Kreuz thront. Auf circa einem Meter Höhe ist eine rechteckige Öffnung, die es erlaubte, eine Lampe darin anzuzünden, die danach mit einer Kette nach oben, zur zweiten kleineren Öffnung, gezogen wurde.